# Germaine (Aisne)
Germaine ist eine französische Gemeinde mit 84 Einwohnern (Stand 1. Januar 2022) im Département Aisne in der Region Hauts-de-France (vor 2016 Picardie). Sie gehört zum Arrondissement Saint-Quentin, zum Kanton Saint-Quentin-1 und zum Gemeindeverband Pays du Vermandois.

## Geografie
Die Gemeinde Germaine liegt 13 Kilometer westlich von Saint-Quentin. Nachbargemeinden von Germaine sind Beauvois-en-Vermandois im Norden, Vaux-en-Vermandois im Osten, Fluquières im Südosten, Douchy im Süden sowie Foreste im Westen. 

## Bevölkerungsentwicklung
| Jahr                       | 1962 | 1968 | 1975 | 1982 | 1990 | 1999 | 2006 | 2014 | 2021 |
| Einwohner                  | 117  | 105  | 106  | 103  | 75   | 67   | 66   | 77   | 83   |
| Quellen: Cassini und INSEE |      |      |      |      |      |      |      |      |      |

## Sehenswürdigkeiten

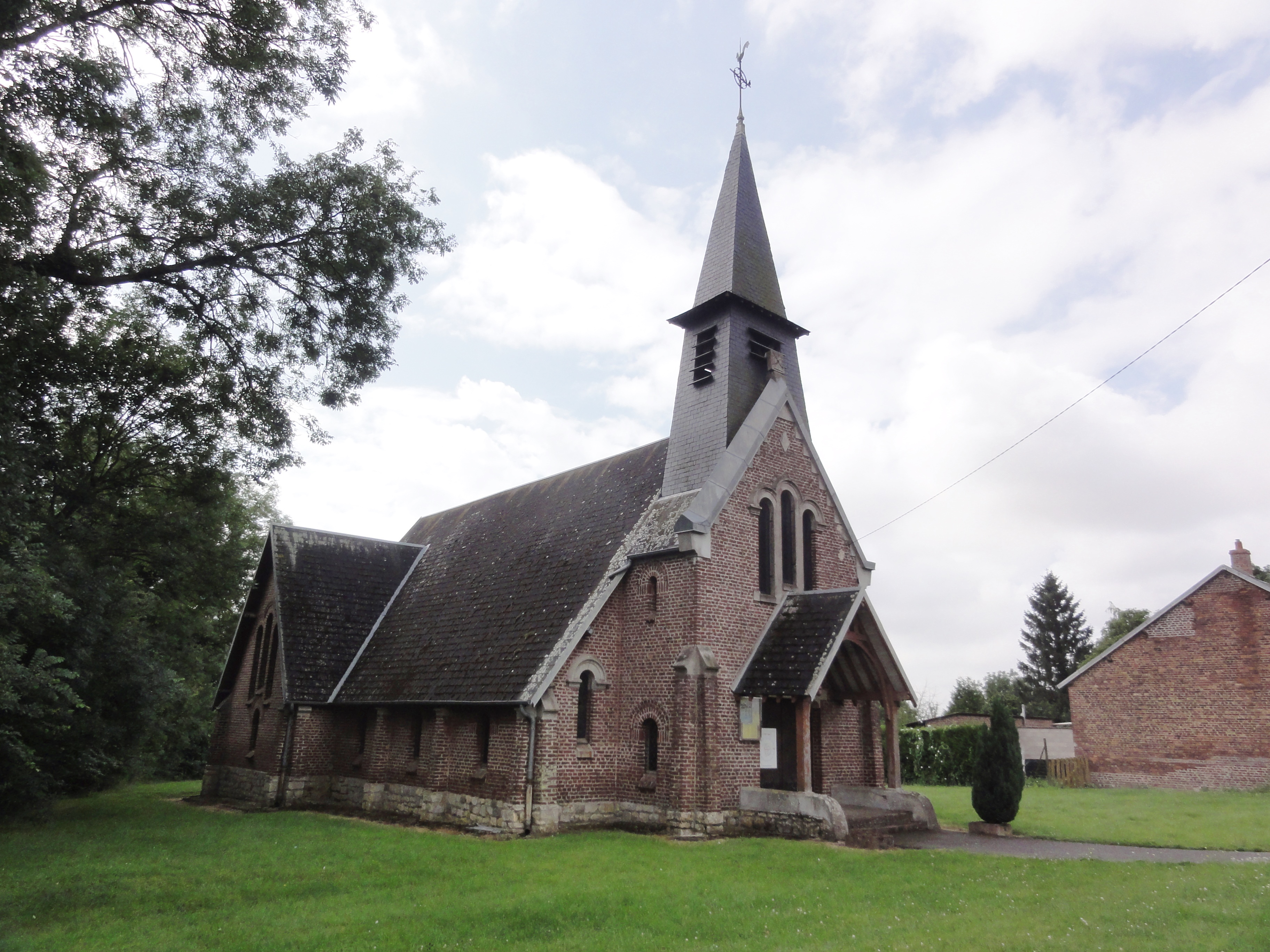
Kirche Saint-Martin

- Kirche Saint-Martin